# 바운티 호의 반란

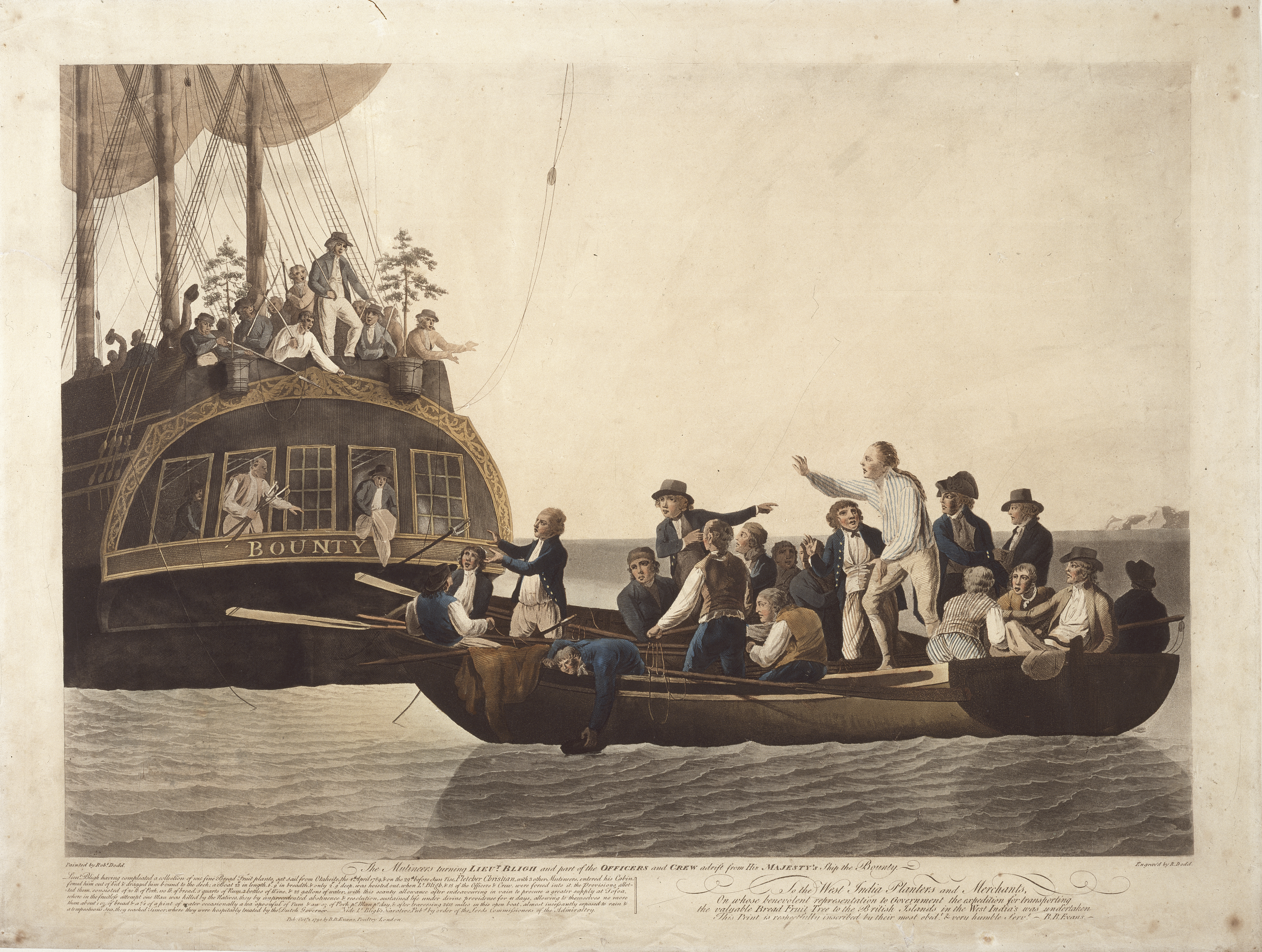
바운티 호의 반란

바운티 호의 반란(영어: Mutiny on the Bounty)은 1789년 영국 군함 바운티 호에서 일어난 윌리엄 블라이(William Bligh) 함장에 대한 반란 사건으로 영국에서 유일하게 도주에 성공한 선상 반란이다. 타히티에서 영국 본국으로 귀환하던 도중 플레처 크리스천(Fletcher Christian)이 선상반란을 일으켜 선원들을 데리고 핏케언 제도로 정착하였고, 당시 큰 화제가 되어 그 후 많은 문학작품의 소재가 되었다. 이후 영화화 되기도 하였다.
반란은 1789년 4월 28일 남태평양에서 발생했다. 영국 해군 함선 HMS Bounty의 Fletcher Christian이 이끄는 선원은 선장인 William Bligh로부터 함선을 장악하고 그와 18명의 충성파를 보트에 태워 추방했다. 반란자들은 타히티나 핏케언 섬에 다양하게 정착했다. Bligh는 보트를 타고 3,500해리(6,500km, 4,000마일) 이상을 항해하여 안전에 도달했으며 반란자들을 정의의 심판대에 올려놓는 과정을 시작했다.
Bounty는 1787년에 빵나무 열매를 수집하여 타히티에서 서인도 제도로 운송하기 위해 영국을 출발했다. 5개월간의 타히티 체류기간 동안, 많은 선원들이 해안가에 살면서 폴리네시아 원주민들과 관계를 형성하여 군사 규율에 덜 순응하게 되었다. Bligh와 그의 승무원 사이의 관계는 그가 점점 더 가혹한 처벌, 비판 및 학대를 가하기 시작한 후 악화되었으며, 특히 Christian이 비판 대상이 되었다. 바다로 돌아온 지 3주가 지난 후, Christian과 다른 선원들은 Bligh를 배에서 몰아냈다. 그들의 의지에 반해 붙잡힌 충성파와 보트에 자리가 없었던 다른 사람들을 포함하여 25명의 사람들이 그 후에도 배에 남아 있었다.
Bligh가 1790년 4월 영국에 도착한 후 해군은 반란군을 체포하기 위해 HMS Pandora를 파견했다. 14명은 타히티에서 체포되어 판도라 선상에서 투옥되었고, 판도라는 핏케언 섬에 숨어 있던 크리스천 일행을 찾는데 성공하지 못했다. 영국으로 돌아오던 판도라는 그레이트 배리어 리프에 좌초되어 바운티에서 31명의 선원과 4명의 포로를 잃었다. 살아남은 10명의 수감자들은 1792년 6월 영국에 도착하여 군사재판을 받았다. 4명은 무죄, 3명은 사면, 3명은 교수형에 처해졌다.
Christian의 그룹은 1808년까지 Pitcairn에서 발견되지 않은 채 남아 있었고, 이때까지 오직 한 명의 반란자 John Adams만이 살아 있었다. 크리스찬을 포함한 그의 동료 반란자들은 거의 모두 서로에게 또는 폴리네시아 동료들에게 살해당했다. Adams에 대해서는 어떠한 조치도 취해지지 않았다. 폭동의 후예와 그들의 타히티인 포로들은 21세기까지 핏케언에 살고 있다.